# The Man from the Alamo
The Man from the Alamo is een Amerikaanse western uit 1953 onder regie van Budd Boetticher. In Nederland werd de film destijds uitgebracht onder de titel De vluchteling van de Alamo.

## Verhaal
John Stroud overleeft de slag om de Alamo, doordat hij een boodschap moet overbrengen. Omdat iedereen gelooft dat hij op de vlucht is geslagen, wordt hij gebrandmerkt als een lafaard. Hij weet zijn naam te zuiveren door aan de zijde van generaal Houston ten strijde te trekken tegen de Mexicanen.

## Rolverdeling
| Acteur        | Personage       |
| ------------- | --------------- |
| Glenn Ford    | John Stroud     |
| Julie Adams   | Beth Anders     |
| Chill Wills   | John Gage       |
| Hugh O'Brian  | Luitenant Lamar |
| Victor Jory   | Jess Wade       |
| Neville Brand | Dawes           |
| John Daheim   | Cavish          |
| Myra Marsh    | Ma Anders       |
| Jeanne Cooper | Kate Lamar      |
| Marc Cavell   | Carlos          |
| Edward Norris | Mapes           |
| Guy Williams  | Sergeant        |